# Comitato di Zemplén
Il comitato di Zemplén (in ungherese Zemplén vármegye, in slovacco Zemplínska župa) è stato un antico comitato del Regno d'Ungheria, oggi situato a cavallo tra l'Ungheria nordorientale e la Slovacchia orientale. Capoluogo del comitato era Sátoraljaújhely.

## Geografia fisica
Il comitato di Zemplén confinava con il territorio austriaco della Galizia e con gli altri comitati di Sáros, Abaúj-Torna, Borsod, Szabolcs e Ung. Geograficamente costituiva un territorio oblungo che si estendeva tra i Carpazi a nord e la Pianura Pannonica a sud.

## Storia
In seguito al Trattato del Trianon (1920) la parte settentrionale del comitato venne assegnata alla neonata Cecoslovacchia; la parte meridionale (incluso il capoluogo) rimase invece sotto sovranità ungherese con il nome di Zemplén.
Nel marzo 1939 la porzione cecoslovacca venne occupata dall'Ungheria a seguito del Primo Arbitrato di Vienna ed il comitato venne ricostituito. Alla fine della Seconda guerra mondiale vennero ripristinati i confini prebellici e la parte ungherese del comitato venne fusa con frammenti di altri comitati a creare la contea di Borsod-Abaúj-Zemplén.
La parte settentrionale del comitato che si trova in Slovacchia fa oggi parte delle regioni di Košice e di Prešov.